# Бельведере-Мариттімо
Бельведере-Мариттімо (італ. Belvedere Marittimo, сиц. Belluvidiri) — муніципалітет в Італії, у регіоні Калабрія,  провінція Козенца.
Бельведере-Мариттімо розташоване на відстані близько 390 км на південний схід від Рима, 105 км на північний захід від Катандзаро, 50 км на північний захід від Козенци.
Населення — 9371 особа (2014).
Щорічний фестиваль відбувається 13 жовтня. Покровитель — San Daniele Fasanella.

## Демографія
Населення за роками:

Станом на 1 січня 2023 року в муніципалітеті офіційно проживало 279 іноземців з 28 країн, серед них 163 громадяни країн Євросоюзу та 15 громадян України.

## Сусідні муніципалітети
- Буонвічино
- Діаманте
- Санджинето
- Сант'Агата-ді-Езаро

## Видатні уродженці
- Алессандро Розіна — італійський футболіст.